# جبل العميد
جبل العميِّد هو أحد الجبال السوداء المشهورة التي تجمعت من مقذوفات بركانية جراء سيول العصر الجليدي ويقع شمال هضبة الديرع ضمن سلاسل جبال رمان الأسمر ، في منطقة الثنية إلى الشمال من وادي هدباء جنوب مدينة حائل بنحو 35 كم.